# 科尔泰奥洛纳
科尔泰奥洛纳（義大利語：Corteolona），曾是意大利帕维亚省的一个市镇。总面积10平方公里，人口2227人，人口密度222.7人/平方公里（2009年）。国家统计（ISTAT）代码为018056。
2016年1月1日，科尔泰奥洛纳和真佐内两市镇合并为新的科尔泰奥洛纳和真佐内市镇。